# Ångermanälven
Ångerman – rzeka w Szwecji o długości 450 km oraz powierzchni dorzecza 31 900 km².
Źródła rzeki znajdują się w Norwegii, a uchodzi ona do Zatoki Botnickiej.
Na rzece Ångerman znajdują się liczne elektrownie wodne. Rzeka ta jest wykorzystywana do spławu drewna.